# Augie Doggie and Doggie Daddy
Augie Doggie and Doggie Daddy (no Brasil: Bibo Pai e Bobi Filho) são personagens de desenho animado do universo Hanna-Barbera, fizeram sua estréia no dia 29 de setembro de 1959, como coadjuvantes no show The Quick Draw McGraw Show, do Pepe Legal. Os roteiros foram escrito por Michael Maltese, que também fazia a série animada do Coyote e outros desenhos da Warner Bros.

## Resumo
O desenho gira em torno das desventuras de uma duplas de cães, pai e filho. Bibo Pai gosta de impressionar o filho, tentava educar seu filho Bobi da melhor maneira possível, dando-lhe bons conselhos. Bobi Filho, que ama incondicionalmente o pai, sempre se refere a ele como "Ó meu querido pai!". A mútua admiração de pai e filho é o tema principal do desenho.
Bibo Pai e Bobi Filho foi criado pelo famoso animador Al Bertino, mais conhecido por seu trabalho nos estúdios Disney.
O desenho animado de Bibo Pai e Bobi Filho utilizavam a mesma situação básica de Spike & Tyke (William Hanna e Joseph Barbera produziu durante a sua carreira de animação na MGM nos anos 1940 e 1950), um pai canino muito competente, educando seu filho precoce.

## Personagens
Bibo Pai - Um pai com palávras sábias. Bibo pai sempre julga saber o que é melhor para os dois e que, muitas vezes, acaba incomodando Bobi. Apesar de seu rigor, tem uma personalidade afetiva e no final sempre concorda com seu filho.
Bobi filho - Um filhote de alto astral, motivado pelo desejo de sempre deixar seu pai orgulhoso. Possui conhecimento em ciências e a habilidade de conversar com animais, Bobi geralmente obtem sucesso nas tentativas em vão de seu pai.

## Lista de episódios[1]
| Tìtulo original (em inglês) | Sinopse |
| --------------------------- | --- |
| Fox Hound Hounded Fox       | Após ficar cansado de raposas de brinquedo, Bobi entra na floresta em busca de uma de verdade.                     |
| Watch Dog Augie             | Bobi recebe a permissão de seu pai para guardar a casa por uma noite.                                              |
| Skunk You Very Much         | Bobi fica amigo de um gambá, para desgosto de seu pai.                                                             |
| In The Picnic Of Time       | Uma formiga morde Bibo pai e uma invasão no piquenique começa.                                                     |
| High & Flighty              | Bobi entra em contato com um disco voador.                                                                         |
| Nag, Nag, Nag               | Bobi quer manter um cavalo em casa, mesmo com seu pai relutante.                                                   |
| Talk It Up Pup              | Por razões desconhecidas, Bobi não fala com seu pai.                                                               |
| Tee Vee Or Not Tee Vee      | Uma criança da vizinhança questiona Bobi se seu pai já foi uma estrela de TV. Bibo vai atrás disso.                |
| Big Top Pop                 | Bobi decide viver em um circo. Seu pai o segue.                                                                    |
| Million Dollar Robbery      | Bobi rouba um saco de dinheiro de um banco, para pagar as contas do pai.                                           |
| Pup Plays Pop               | Bibo pai e Bobi filho trocam de lugar um com o outro.                                                              |
| Pop's Nature Pup            | Bobi e seu pai vão acampar.                                                                                        |
| Good Mouse Keeping          | Os dois tentam espantar um rato, dentro de casa.                                                                   |
| Whatever Goes Pup           | Bibo pai bebe uma poção do filho e começa a voar.                                                                  |
| Cat Happy Pappy             | Bibo pai ensina o filho como lidar com gatos.                                                                      |
| Ro-Butler                   | Bobi inventa um robô para ser servente da casa.                                                                    |
| Pipsqueak Pop               | Bibo toma outra poção, feita pelo filho, e desta vez, encolhe.                                                     |
| Fan Clubbed                 | Como o herói favorito do Bobi não pode vir ao seu aniversário, Bibo pai, se disfarça dele.                         |
| Crow Cronies                | Um corvo malandro engana os dois, que são hospitaleiros com o safado.                                              |
| Gone To The Ducks           | Um pato órfão quer se juntar à família. Participação do Pato Duque.                                                |
| Mars Little Precious        | Um bebê alienígena é enviado para ser cuidado por Bobi.                                                            |
| Swats The Matter            | Três mosquitos armam a maior confusão na casa.                                                                     |
| Snagglepuss                 | Bobi adota um leão fugitivo do circo. Participação do Leão da montanha.                                            |
| Hum Sweet Hum               | Um gato de rua tenta comer o beija-flor treinado do Bobi, antes de sua apresentação na TV.                         |
| Peck O' Trouble             | Um pica-pau maluco insiste em ficar na casa de Bobi, apesar dos protestos de Bibo pai.                             |
| Fuss & Feathers             | Bibo pai e Bobi filho tem problemas com um avestruz, já que Bobi quer seus ovos para fazer o café da manhã do pai. |
| Yuk, Yuk Duck               | O patinho órfão vai visitá-los em casa. Participação do Pato Duque.                                                |
| It's A Mice Day             | Bobi tenta curar um amigo seu, um rato doente.                                                                     |
| Bud Brothers                | Bobi cria uma planta voraz, que devora tudo.                                                                       |
| Pint Giant                  | um disfarce. |
| Its A Worm Day              | Temendo perder seu valor como pai, Bibo pai tenta eliminar uma traça da biblioteca.                                |
| Patient Pop                 | Bibo pai finge de doente para ficar mais tempo com o filho.                                                        |
| Lets Duck out               | Enquanto os dois viajam durante o inverno, são visitados novamente pelo pato órfão. Participação do Pato Duque.    |
| The Party Lion              | Um leão escapa do zoológico e se finge de tapete na casa.                                                          |
| The Musket Tears            | Bibo pai conta histórias de si próprio como mosqueteiro para impressionar Bobi.                                    |
| Horse Fathers               | Bibo pai ganha um cavalo de aniversário.                                                                           |
| Playmute Pup                | Bobi tem um amigo imaginário.                                                                                      |
| Little Wonder               | Bibo pai planeja que seu filho seja um gênio.                                                                      |
| Treasure Jest               | Bobi e um papagaio vão em busca de um tesouro perdido.                                                             |
| From Ape To Z               | Bobi fica amigo de um gorila e tenta mantê-lo em casa.                                                             |
| Growing, Growing Gone       | Bobi tenta fazer uma viagem sozinho.                                                                               |
| Dough Nutty                 | Bobi prende a mão numa máquina.                                                                                    |
| Party Pooper Pop            | Bibo pai dá dicas a Bobi de como impressionar convidados em uma festa.                                             |
| Hand To Mouse               | Bibo pai quer que o rato escocês saia da casa, mas ele se recusa.                                                  |
| Vacation Tripped            | A família parte em uma viagem para Marte, encontrando um coelho marciano maluco.                                   |

## Bibo pai e Bobi filhoem outros idiomas
- Inglês: Augie Doggie and Doggie Daddy
- Croata: Ogi i Dogi
- Espanhol: Canito y Canuto
- Italiano: Tatino e Papino
- Japonês: オギーとダディー
- Francês: Jappy et Pappy Toutou
- Finlandês: Pikku Haukku ja Iso Haukku
- Polonês: Augie Piesek i Pies Tata
- Português: Bibo Pai e Bobi Filho
- Tcheco: Alík a psí taťka
- Alemão Pit und Pitty

## Dubladores
| Personagem | nos EUA     | no Brasil Estúdio: AIC São Paulo e BKS |
| ---------- | ----------- | -------------------------------------- |
| Bobi Filho | Daws Butler | Waldir Guedes e Flávio Dias            |
| Bibo Pai   | Doug Young  | Rogério Márcico e Francisco Borges     |

## Outras aparições
- A Arca do Zé Colmeia
- A Turma do Zé Colmeia
- Ho-Ho Límpicos
- O Primeiro Natal do Gasparzinho
- O Primeiro Natal do Zé Colmeia
- Yogi Bear's All Star Comedy Christmas Caper
- Zé Colmeia e os Caça-Tesouros
- Zé Colmeia e Seu Voo Mágico
- Wake, Rattle, and Roll (segmento Fender Bender 500)
- A Turminha do Zé Colmeia
- Harvey, o Advogado
- Aparição em um episódio de Ni Hao, Kai-Lan
- Aparição em Family Guy - 9ª temporada - Ep. Brothers & Sisters
- Aparição em um comercial de MetLife de 2012 intitulado "Everyone"